# 권기창
권기창(權奇菖, 1962년 8월 19일~)은 대한민국의 정치인이다. 제31대 경상북도 안동시장(민선 8기)이다. 

## 학력
- 임하국민학교 (전학)
- 안동교육대학 부속국민학교 (졸업)
- 안동중학교 (졸업)
- 안동경일고등학교 (졸업)
- 안동대학교 (행정학 / 학사)
- 대구대학교 사회개발대학원 (지역개발학 / 석사)
- 영남대학교 대학원 (통신학 / 박사)

## 경력
- 안동과학대학교 교수
- 경북도립대학교 교수
- 안동대학교 문화산업대학원 교수
- 국민의힘 국책자문위원
- 2022.07~: 제31대 민선 8기 경상북도 안동시장

## 역대 선거 결과
|  | 30.25% |

|  | 64.03% |

| 전임 권영세 | 제31대 경상북도 안동시장 2022년 7월 1일~ |  |